# 石璋如
石璋如（英語：Chang-Ju Shih，1902年1月8日—2004年3月18日），河南省偃師縣人，歷史學家、考古學家。

## 生平
1928年，考入河南大學史學系。1931年，与刘燿被學校選派參加殷墟發掘。
1932年，畢業後進入中央研究院歷史語言研究所讀研究生。1934年8月，任助理員。1940年1月，任副研究員。1947年7月，任編纂。1949年8月，升任研究員。1961年獲終身聘用。1967年7月至1972年6月任考古学组代理主任。1979年9月至1983年7月，任考古學組主任。
1952年至1959年，在國立台灣大學考古人類學系兼任教授。
1978年，當選中央研究院第十二屆院士。
2004年以102歲高齡去世，被譽為「考古人瑞」。

## 外部鏈接
- 开放博物馆 石璋如
- 中央研究院历史语言研究所 石璋如 Chang-ju Shih (1902-2004)
- 一生唯一念──殷墟發掘的縮影石璋如 （页面存档备份，存于）